# Мелетий Знеполски
Мелетий е православен духовник, знеполски епископ на Българската православна църква – Българска патриаршия, ректор на Софийската духовна семинария.

## Биография
Роден е със светското име Радослав Славчев Спасов в София през 1985 година. Завършва средното си образование в 31. СУЧЕМ „Иван Вазов“ с профил немски език през 2005 година. Същата година е приет за студент на Богословския факултет на Софийския университет „Свети Климент Охридски“, който завършва през 2009 година като бакалавър богослов с педагогическа правоспособност. През академичната 2007/2008 година специализира богословие в Йенския университет в Германия. През 2013 година се дипломира успешно като магистър в катедра „Класическа филология“ на Софийския университет.
В 2012 година е приет като послушник в Дивотинския манастир „Света Троица“, в който е постриган за монах на 23 юни 2014 година от епископ Григорий Браницки и воден под мантия от игумена, архимандрит Пахомий. 7 март 2015 година в Дивотинския манастир е ръкоположен за йеродякон от епископ Григорий Браницки. На 16 май 2015 година в Дивотинския манастир е ръкоположен за йеромонах от епископ Григорий Браницки.
В периода 2016 – 2017 година е на богословска специализация в Общоцърковната аспирантура и доктурантура „Св. св. Кирил и Методий“ в Москва. В 2017 година е назначен за заместник‐ректор по учебната дейност на Софийската духовна семинария и преподавател по Свещено писание на Новия Завет. Оттогава ръководи и хора на Семинарията. В 2018 година става задочен докторант по философия в Софийския университет.
На 29 юни 2022 година в храм „Свети Йоан Рилски“ на Софийската духовна семинария е възведен в сан архимандрит от митрополит Киприан Старозагорски.
На 9 юли 2024 година Светият Синод на БПЦ назначава заместник-ректор архимандрит Мелетий за ректор на Софийската духовна семинария.
На 30 юни 2024 година той е член на Патриаршеския избирателен църковен събор София от Софийска духовна семинария „Св. Иван Рилски“.
На 15 септември 2024 година в патриаршеската катедрала „Свети Александър Невски“ в София е ръкоположен за епископ с титлата Знеполски от патриарх Даниил Български в съслужение с митрополитите Гавриил Ловчански, Николай Пловдивски, Антоний Западно и Средноевропейски, Серафим Неврокопски, Арсений Сливенски и епископите Герасим Мелнишки, Евлогий Адрианополски, Сионий Велички, Поликарп Белоградчишки, Йеротей Агатополски, Михаил Константийски и Пахомий Браницки.